# Nombres premiers entre eux

Le segment ne passe par aucun point du réseau (hormis les points à ses extrémités), ce qui montre que 4 et 9 sont premiers entre eux.

En mathématiques, on dit que deux entiers a et b sont premiers entre eux, que a est premier avec  b ou premier à b ou encore que a et b sont copremiers (ou encore étrangers) si leur plus grand commun diviseur est égal à 1 ; en d'autres termes, s'ils n'ont aucun diviseur autre que 1 et –1 en commun. De manière équivalente, ils sont premiers entre eux s'ils n'ont aucun facteur premier en commun.
Par exemple, 6 et 35 sont premiers entre eux, mais 6 et 27 ne le sont pas parce qu'ils sont tous les deux divisibles par 3. Le nombre 1 est premier avec tout entier, tandis que 0 est uniquement premier avec 1 et –1.
Cette notion a été introduite pour les entiers naturels dans le livre VII des Éléments d'Euclide, puis étendue aux entiers relatifs. 
Des notations standard pour deux entiers a et b premiers entre eux sont : pgcd(a, b) = 1 ou a∧b = 1. Ronald Graham, Donald Knuth et Oren Patashnik ont aussi proposé la notation {\displaystyle a\perp b}.
Un moyen rapide pour déterminer si deux nombres entiers sont premiers entre eux est l'algorithme d'Euclide, ou ses versions plus rapides telles que l'algorithme du PGCD binaire ou l'algorithme du PGCD de Lehmer (en).
Le nombre d'entiers premiers avec un entier positif n et compris entre 1 et n est égal à  φ(n), où  φ est la fonction phi d'Euler. 

## Propriétés

### Propriétés élémentaires
Dans ce qui suit, a et b désignent deux entiers relatifs,.
1. Si a est premier avec divers autres entiers alors il est premier avec leur produit, puisque tout diviseur premier de ce produit doit diviser l'un des entiers, et donc ne pas diviser a.
2. Si a est premier avec b, a + bc est premier avec b quel que soit l'entier c. En effet, pgcd(b, a + bc) = pgcd(b, a).
3. Si a est premier avec b, alors a + b est premier avec a et b : c'est le résultat ci-dessus appliqué à c = 1, et appliqué à nouveau en inversant les rôles de a et b.
4. Un nombre p est premier si, et seulement si, il est premier avec tout nombre qu'il ne divise pas. En effet, si p est premier et a un facteur commun non trivial avec un nombre a, ce facteur ne peut être que p, et réciproquement, si p n'est pas premier, il est divisible par un facteur d non trivial et différent de p, donc p n'est pas premier avec d.
5. Si a est premier avec b, alors am est premier avec bn, quels que soient les entiers naturels m et n : cela provient du fait que tout facteur premier d'une puissance entière ks divise aussi k, en vertu de la décomposition de k en produit de facteurs premiers.
6. Si m et n sont des entiers strictement positifs, alors la réciproque a lieu : a est premier avec b lorsque am est premier avec bn, ce qu'on déduit du fait que tout facteur premier d'un entier k divise aussi ks, si s > 0.
7. Si a est premier avec b, alors am + bn est premier avec a et b quels que soient les entiers naturels m et n : ceci découle des propriétés 1 et 5 ci-dessus.
8. Toute fraction rationnelle q peut s'écrire sous forme dite « réduite » : q =  a/b, où a est premier avec b.
9. Si {\displaystyle a \over b} et {\displaystyle c \over d} sont des fractions rationnelles réduites dont les dénominateurs sont premiers entre eux, alors la représentation de leur somme sous la forme {\displaystyle ad+bc \over bd} est d'ores et déjà réduite. En effet, bc est premier avec d et ad avec b en vertu des définitions et des hypothèses. Donc bc + ad est premier avec b et d par la deuxième propriété listée ci-dessus.

### Théorème de Bachet-Bézout
Les entiers relatifs a et b sont premiers entre eux si et seulement s’il existe des entiers relatifs x et y tels que ax + by = 1.
Cette condition équivaut à : b a un inverse pour la multiplication modulo  a, c'est-à-dire : il existe un nombre entier y tel que by ≡ 1 (mod a).

### Lemme de Gauss
Si a et b sont premiers entre eux et a divise un produit bc, alors a divise c.
- Ainsi, si a et  b sont premiers entre eux  et bx ≡ by (mod a), alors  x ≡  y (mod a) puisque a divise b(x-y). En d'autres termes :  b est simplifiable dans l'anneau ℤ/aℤ des entiers modulo a.
- En considérant l'équation en nombres de la demi-droite ay = bx avec x > 0, on en déduit encore que y doit être multiple de b et x multiple de a. Autrement dit, deux entiers a et  b sont premiers entre eux si et seulement si le point de coordonnées (a, b) dans un repère cartésien est « visible » de l'origine (0, 0), dans le sens où il n'y a pas de point de coordonnées entières entre l'origine et (a, b).
- Si {\displaystyle ab{=}a'b'} où {\displaystyle a} est premier avec {\displaystyle b'} et {\displaystyle b} est premier avec {\displaystyle a'}, alors {\displaystyle a=\pm a'} et {\displaystyle b=\pm b'}, les signes étant identiques. En effet, {\displaystyle a} divise {\displaystyle a'} et {\displaystyle b} divise {\displaystyle b'} par le lemme de Gauss, et pour la même raison, {\displaystyle a'} divise {\displaystyle a} et {\displaystyle b'} divise {\displaystyle b}; donc {\displaystyle a'=\pm a} et {\displaystyle b'=\pm b}, et l'équation d'hypothèse implique que les signes sont identiques.
- Si a et b sont positifs et premiers entre eux, et si ab est une puissance de n,  alors a et b sont aussi des puissances de n. Notons en effet ab = cn. Alors c est égal à 1, auquel cas tout est trivial, ou est produit d'un nombre fini de puissances ps de facteurs premiers distincts p. Ainsi cn est le produit des pns. Mais pns ne saurait avoir de facteurs communs non triviaux avec a et b à la fois, sans quoi p diviserait ce facteur et serait un facteur commun à a et à b. Donc pns divise l'un ou l'autre des nombres a et b par le lemme de Gauss.  Comme c'est vrai pour chacun des pns, a est produit d'une partie des pns, tandis que b est produit de l'autre partie, ce qui permet de conclure.

### Théorème des restes chinois
Deux entiers a et b sont premiers entre eux, si et seulement si tout système de congruences de la forme x ≡ m1 (mod a) et x ≡ m2 (mod b)
a une infinité de solutions en nombres, d'ailleurs décrites par une congruence unique de la forme x ≡ m (mod ab).
Cette équivalence se généralise au cas d'un ensemble de nombres premiers deux à deux.

### Indicatrice d'Euler
L'indicatrice d'Euler, qu'on note habituellement {\displaystyle \varphi (n)}, est la fonction qui, à tout entier n > 0, associe le nombre d'entiers premiers à n dans l'intervalle {\displaystyle \left]0,n\right]}.
Une expression explicite de l'indicatrice d'Euler s'obtient à partir de la décomposition en facteurs premiers de n :
Pour tout entier n > 2, φ(n) est pair et la somme de tous les entiers positifs inférieurs et premiers à n est égale à nφ(n)/2.

## Extension à un ensemble quelconque d'entiers
Les nombres d'un ensemble quelconque D (fini ou infini) d'entiers sont dits premiers entre eux dans leur ensemble si 1 est leur plus grand commun diviseur.
Ils sont premiers entre eux deux à deux si pour tous a et b distincts dans D, a et b sont premiers entre eux.
La présence dans D de deux nombres premiers entre eux est une condition suffisante, mais non nécessaire, pour que les entiers de D soient premiers entre eux dans leur ensemble. Par exemple, 6, 14 et 21 sont premiers entre eux dans leur ensemble, mais aucun couple extrait de ce triplet n'est formé de deux nombres premiers entre eux.
Pour que des nombres {\displaystyle a_{1},a_{2},\ldots a_{n}} soient premiers dans leur ensemble, il faut et il suffit qu'ils satisfassent à une relation de Bezout de la forme
pour des entiers relatifs {\displaystyle x_{1},\ldots x_{n}.}
Des nombres {\displaystyle a_{1},a_{2},\ldots a_{n}} premiers deux à deux vérifient par exemple cette propriété: en notant {\displaystyle {\hat {a}}_{i}} le produit de tous les {\displaystyle a_{j}} pour lesquels {\displaystyle j\not =i}, chacun des {\displaystyle a_{i}} (et donc le produit de tous les {\displaystyle a_{i}}) sont premiers avec le nombre
En effet, pour tout i donné, chaque {\displaystyle {\hat {a}}_{j}} tel que {\displaystyle j\not =i} est multiple de {\displaystyle a_{i}}, tandis que {\displaystyle {\hat {a}}_{i}} est premier avec {\displaystyle a_{i}}. Donc la somme S des {\displaystyle {\hat {a}}_{j}} est multiple de {\displaystyle a_{i}}, et {\displaystyle S+{\hat {a}}_{i}}, ou bien {\displaystyle {\hat {a}}_{1}+{\hat {a}}_{2}+\cdots +{\hat {a}}_{n}}, est premier avec {\displaystyle a_{i}}.

## Généralisation dans les anneaux
Des idéaux I et  J d'un anneau commutatif A sont dits premiers entre eux si I + J =  A (par exemple : deux idéaux maximaux distincts sont premiers entre eux). Cela généralise l'identité de Bézout : si I et J sont premiers entre eux, alors IJ = I∩J et le théorème des restes chinois généralisé s'applique ; de plus, si  K est un troisième idéal tel que I contient JK, alors I contient K.
Avec cette définition, dans l'anneau ℤ des entiers relatifs, les idéaux principaux (a) et (b) sont premiers entre eux si et seulement si les entiers a et  b sont premiers entre eux.
Voir aussi l'article Primalité dans un anneau, pour la définition générale d'éléments premiers entre eux dans un anneau (qui coïncide pour Z avec la condition précédente).

## Probabilités
Quand n tend vers l'infini, la probabilité pour que deux nombres entiers inférieurs à n soient premiers entre eux tend vers 6/π2. 
Plus généralement, la probabilité que k entiers inférieurs à n choisis au hasard soient premiers entre eux tend vers 1/ζ(k).